# 坦博科查湖
10°9′24″S 76°39′56″W / 10.15667°S 76.66556°W
坦博科查湖（Lake Tambococha），是秘魯的湖泊，位於該國中部瓦努科大區，由勞里科查省的聖米格爾德考里區和赫蘇斯區負責管轄，海拔高度3,800米。